# いて座アルファ星
いて座α星（いてざアルファせい）は、いて座の4等星。

## 概要
ヨハン・バイエルはティコ・ブラーエの星表に定められた星の明るさに基いて星座ごとに α,β,γ,という符号を割り振っていったが、いて座α星はいて座の星の中では16番目の明るさであり、他の星座で見られる規則性からは大きく外れているように見える。彼のウラノメトリアでは α星は明るい星として描かれているが、この星は赤緯-40度という位置にあることから、ブラーエやバイエルはこの星を実際に見たことはなかったものと考えられている。この数百年間で光度が大きく減衰したという可能性は恒星進化論の見地から極めて低いことから、ブラーエやバイエルの誤認識であったと考えられている。

## 名称
固有名のルクバト (Rukbat) はアラビア語で「射手の膝」を意味する rukbat al-rāmī に由来しており、カシオペヤ座δ星と同じくアラビア語で膝を意味する ركبة Rukbah の部分が取られたものである。2016年7月20日、国際天文学連合の恒星の命名に関するワーキンググループ (Working Group on Star Names, WGSN) は、Rukbat をいて座α星の固有名として正式に承認した。